# Saint-Jean-de-Vals
Saint-Jean-de-Vals település Franciaországban, Tarn megyében. Lakosainak száma 84 fő (2022. január 1.). Saint-Jean-de-Vals Montfa, Montredon-Labessonnié, Roquecourbe és Saint-Germier községekkel határos.

## Népesség
A település népessége az elmúlt években az alábbi módon változott:
| Lakosok száma | 83   | 78   | 77   | 75   | 74   | 76   | 79   | 81   | 84   |
|               | 2013 | 2015 | 2016 | 2017 | 2018 | 2019 | 2020 | 2021 | 2022 |